# Xenobiologie
Xenobiologie (XB) is een deelgebied van de synthetische biologie. In de synthetische biologie worden biologische onderdelen en systemen gesynthetiseerd en gemanipuleerd. Xenobiologie is afgeleid van de term xenos (Oudgrieks) en betekent "vreemdeling, gast". Dus XB beschrijft een vorm van biologie die (nog) weinig gekend is in de wetenschap en niet in de natuur voorkomt. In de praktijk betekent dit het ontwerpen van nieuwe biochemische en biologische systemen die verschillen van de klassieke DNA-RNA-20 proteïnen wereld (zie het klassieke centraal dogma van de moleculaire biologie). Bijvoorbeeld, in plaats van DNA of RNA, verkent XB nucleïnezuuranalogen, aangeduid als Xeno Nucleic Acid (XNA) als informatiedragers. Het richt zich ook op een uitbreiding van de genetische code en het invoeren van niet-proteïnogene aminozuren in proteïnen.

## Verschil tussen xeno-, exo- en astro-
Astro betekent ster en exo betekent buiten. Zowel exo- en astrobiologie hebben betrekking op het zoeken naar natuurlijk geëvolueerd leven in het heelal, meestal op andere planeten in het Goudlokjegebied (Engels: Goldilocks zone). Waar astrobiologen zich bezighouden met de detectie en analyse van (hypothetisch) bestaand leven elders in het heelal, probeert xenobiologie vormen van nieuw leven op aarde te ontwerpen met een verschillende biochemie of een verschillende genetische code.

## Doelstellingen van xenobiologie
- Xenobiologie heeft het potentieel om fundamentele kennis over biologie en de oorsprong van het leven te onthullen. Om beter de oorsprong van het leven te begrijpen, is het belangrijk te weten waarom het leven schijnbaar geëvolueerd is via een vroege RNA wereld naar het DNA-RNA-eiwit-systeem en zijn universele genetische code.[5] Was het een evolutionair "ongeval" (frozen accident) of waren er beperkingen die andere vormen van chemie uitsloten? Door het testen van alternatieve, biochemische "primordiale soepen" wordt verwacht tot betere inzichten te komen in de principes die aanleiding gaven tot het leven zoals wij dat kennen.
- Xenobiologie houdt ook de mogelijkheid in om industriële productiesystemen te ontwikkelen door middel van een gewijzigde biopolymeertechniek met resistentie tegen pathogenen. De genetische code codeert in alle organismen voor de 20 canonieke (natuurlijk voorkomende) aminozuren die worden gebruikt voor eiwit biosynthese. In zeldzame gevallen kunnen speciale aminozuren zoals selenocysteïne, pyrrolysine of selenomethionine door het translationeel apparaat worden ingebouwd in eiwitten van sommige organismen.[6] Door het gebruik van gewijzigde aminozuren behorende tot de groep van aminozuren, bekend in biochemie, kunnen de eigenschappen van eiwitten veranderd worden, zodat deze kunnen leiden tot efficiëntere katalytische functies en betere materialen. Het, door de EG gefinancierde project Metacode[7] richt zich op het gebruik van metathese reacties (een nuttige katalytische functie, die tot dusver niet bekend is in levende organismen) in bacteriële cellen. Een andere reden waarom XB productieprocessen zou kunnen verbeteren, ligt in de mogelijkheid om het risico op besmetting door virussen of bacteriofagen in teelten te verminderen, aangezien XB-cellen hiervoor niet langer geschikte gastheercellen zijn, en hierdoor resistenter zijn (deze benadering wordt semantische isolatie genoemd).
- Xenobiologie biedt de mogelijkheid om een 'genetische veiligheidsbarrière (firewall)' te ontwerpen, een nieuw biologisch isolatiesysteem, dat de huidige bio-insluiting benaderingen kunnen versterken en diversifiëren. Bij traditionele, genetische manipulatie en biotechnologie [horizontale genoverdracht] is er bezorgdheid om het milieu en de mogelijke risico's voor de gezondheid. Een belangrijk idee in XB is om alternatieve genetische codes en biochemie te ontwerpen zodat horizontale genoverdracht niet meer mogelijk is. Alternatieve biochemie maakt het ook mogelijk om nieuwe synthetische auxotrofieën te ontwerpen. Het idee is om een orthogonaal biologisch systeem te creëren dat verenigbaar is met natuurlijke genetische systemen, doordat het dit laatste niet kan contamineren.[8]

## Wetenschappelijke benadering
Xenobiologie heeft tot doel om biologische systemen te ontwerpen, die verschillen van hun natuurlijke tegenhangers op een of meerdere fundamentele niveaus. Idealiter zouden deze nieuwe natuurgetrouwe organismen verschillen van het natuurlijk systeem in elke mogelijke biochemische eigenschap en een heel andere genetische code vertonen. Het doel op lange termijn is om een cel te ontwerpen die haar genetische informatie niet in DNA zou opslaan, maar in een alternatief polymeer dat informatie kan bevatten en bestaat uit xeno-nucleïnezuren (XNA), verschillende basenparen, met niet-canonieke aminozuren en een veranderde genetische code. Tot dusver werden cellen geconstrueerd die slechts een of twee van deze eigenschappen vertonen.

### Xeno-nucleïnezuren (XNA)
Oorspronkelijk werd dit onderzoek naar alternatieve vormen van DNA gedreven door de vraag hoe het leven op aarde evolueerde en waarom RNA en DNA werden geselecteerd door (chemische) evolutie ten opzichte van andere mogelijke nucleïnezuurstructuren. Systematische experimentele studies gericht op de diversificatie van de chemische structuur van nucleïnezuren hebben geleid tot geheel nieuwe informatieve biopolymeren. Tot dusver werden een aantal XNAs met nieuwe chemische ruggengraten en afwijkende motieven van het DNA gesynthetiseerd, bv : hexose nucleïnezuur (HNA); threose nucleïnezuur (TNA), glycol nucleïnezuur (GNA); cyclohexenyl nucleïnezuur (CeNA). Het inbouwen van XNA in een plasmide, waarbij 3 HNA codons zijn betrokken, werd al bestudeerd in 2003. Deze XNA wordt in vivo (E.coli) gebruikt als templaat voor DNA-synthese. Deze studie, gebruikmakend van een binaire (G/T) genetische cassette en twee niet-DNA basen (Hx/U), werd uitgebreid tot CeNA, terwijl GNA op dit ogenblik té vreemd lijkt te zijn voor het natuurlijk biologisch systeem om te worden gebruikt als templaat voor DNA synthese “in vivo”. Verlengde basen, die gebruikmaken van een natuurlijke DNA skelet, kunnen evenzo worden overgeschreven in natuurlijk DNA, zij het in een meer beperkte mate.

### Uitbreiding van het genetische alfabet
Terwijl XNA's gewijzigde ruggengraten hebben, zijn andere experimenten gericht op de vervanging of uitbreiding van het genetische alfabet van het DNA met onnatuurlijke basenparen. Er werd, bijvoorbeeld DNA ontworpen dat in plaats van de vier standaard basen A, T, G en C, zes basen A, T, G, C, en de twee nieuwe P en Z bevatten (waarin Z staat voor 6-amino-5-nitro3-(1’-β-D-2'-deoxyribofuranosyl)-2(1H)-pyridon, en P staat voor 2-amino-8-(1-β-D-2'-deoxyribofuranosyl)imidazo[1,2-a]-1,3,5-triazine-4(8H). Leconte en anderen hebben een systematische studie uitgevoerd om 60 verschillende basen (dit geeft potentieel 3600 basenparen) uit te testen als mogelijke informatiedragers in DNA.

### Nieuwe polymerasen
Noch XNA noch de niet-natuurlijke basen worden herkend door natuurlijke polymerases. Een van de belangrijkste uitdagingen is om nieuwe types polymerasen te vinden of te ontwikkelen, die in staat zijn om deze nieuwe informatiesystemen te repliceren. Zo werd een gewijzigde variant van de hiv-reverse transcriptase gevonden dat in staat was om een oligonucleotide, dat een nieuw type basenpaar bevat, via PCR te vermenigvuldigen.
Pinheiro en medewerkers (2012) hebben aangetoond dat het mogelijk is om polymerase te ontwikkelen die met succes XNA’s (met een lengte van minder dan 100 eenheden) kunnen aanmaken, waarin genetische informatie ligt opgebaard en waarbij de informatie ook kan worden afgelezen. Hiervoor werden zes verschillende XNA’s gebruikt, bestaande uit bouwstenen die niet in de natuur voorkomen.

### Engineering in de genetische code
Een van de doelstellingen van xenobiologie is om de universele genetische code te herschrijven. De meest veelbelovende benadering om de code te wijzigen is het opnieuw toewijzen van zelden gebruikte of zelfs ongebruikte codons.
In een ideaal scenario wordt de genetische code uitgebreid met één codon, dat eerst bevrijd wordt van zijn oude functie en daarna wordt toegewezen aan een niet-canoniek aminozuur (ncAZ) (code-uitbreiding). Deze methode is echter omslachtig. Een alternatief is het gebruik van “code engineering”. Een bacterie die bijvoorbeeld auxotroof is voor een specifiek aminozuur, kan op een bepaald moment tijdens het experiment gevoed worden met een structureel analogon van dit aminozuur. Hierdoor wordt het canoniek aminozuur in de natuurlijke proteïne vervangen door ncAZ. Ook het inbrengen van meerdere, verschillende ncAAs in hetzelfde eiwit is mogelijk. Het repertoire van 20 canonieke aminozuren kan niet alleen worden uitgebreid met nieuwe aminozuren, maar ook gereduceerd worden tot 19 aminozuren.
Door het opnieuw toewijzen van transfer RNA (tRNA)/aminoacyl-tRNA synthetase combinatie, kan de codon specificiteit worden veranderd. Cellen die zulke aminoacyl-[tRNA synthetasen] bevatten zijn in staat om [mRNA] sequenties, die onzinnige informatie bevatten voor de bestaande genexpressiemachinerie, te lezen. Het wijzigen van het codon:tRNA synthetase combinatie kan leiden tot de in vivo incorporatie van niet-canonieke aminozuren in eiwitten.
In het verleden werd het opnieuw toewijzen van codons vooral op beperkte schaal uitgevoerd. In 2013, echter, rapporteerden Farren Isaacs en George Church van Harvard University de vervanging van alle 314 TAG stopcodons aanwezig in het genoom van E coli met het analoge TAA codons. Hierbij werd aangetoond dat massale vervanging van codons mogelijk is, zonder dodelijk effect op het organisme. Na het succes van het vervangen van deze codon in een organisme, hebben dezelfde auteurs een herprogrammering uitgevoerd van 13 codons in het volledig genoom, waarbij rechtstreeks 42 essentiële genen zijn betrokken.
Een radicalere verandering in de genetische code is de verandering van een triplet codon (3 basen) naar een quadruplet (4 basen) en zelfs pentaplet (5 basen) codon, wat gereactiveerd werd door Sisido in cel-vrije systemen en door Schultz in bacteria. Ten slotte kunnen ook niet-natuurlijke basenparen worden gebruikt om nieuwe aminozuren te introduceren in eiwitten.

### Gerichte evolutie
Het vervangen van DNA door XNA kan ook worden bereikt via een andere weg, namelijk door het voedsel van het organisme te vervangen in plaats van de genetische modules. Dit werd aangetoond door Marlière en Mutzel met de productie van een E.coli stam wiens DNA bestaat uit de klassieke A, C en G-nucleotiden en waarbij thymine werd vervangen door het synthetisch analoge 5-chlorouracil. Deze cellen worden dan afhankelijk van extern aangevoerd 5-chlorouracil voor hun groei, maar zien eruit en gedragen zich voorts als normale E.coli. Hiermee bouwt men een dubbele “firewall” in, om interactie met natuurlijk organismen te voorkomen. De bacterie wordt auxotroof voor een niet-natuurlijk verbinding en het bevat een DNA-vorm dat niet kan worden afgelezen door andere organismen.

## Bioveiligheid
Xenobiologische systemen zijn bedoeld om het principe van orthogonaliteit over te brengen op natuurlijke biologische systemen. Een (nog steeds) hypothetisch organisme dat gebruikmaakt van XNA, en dat verschillende basenparen en polymerasen bevat met een veranderde genetische code, zal nauwelijks in staat zijn om te communiceren met natuurlijke levensvormen op het genetisch niveau. Zodoende vormen deze xenobiologische organismen een genetisch eiland die geen gegevens kunnen uitwisselen met natuurlijke cellen. Het wijzigen van de genetische machinerie van de cel leidt op deze wijze tot semantische isolatie. Een parallel kan worden getrokken met de verwerking van informatie in de IT. Dit veiligheidsconcept wordt een "genetische firewall" genoemd. Het concept van de genetische firewall lijkt een aantal beperkingen te voorkomen, inherent aan vroegere veiligheidssystemen. De constructie van een organisme met een nieuw gecodeerd genoom (GRO) levert het eerste experimenteel bewijs dat het “genetisch firewall” principe haalbaar is. In dit GRO werden alle bekende UAG stopcodons in E coli vervangen door codons UAA. Hierdoor wordt “release factor 1” uitgeschakeld, en de translatiefunctie van UAG opnieuw toegewezen. Dit tGRO vertoonde een verhoogde weerstand tegenover T7 bacteriofaag. Hiermee werd aangetoond dat het invoeren van alternatieve genetische codes de genetische biocompatibiliteit kan doen dalen. Dit GRO, echter, is nog zeer verwant met zijn natuurlijke voorvader en kan niet echt als een genetische firewall worden beschouwd. De mogelijkheid om het opnieuw toekennen van de functie van grote aantallen van triplet codons, opent het perspectief om stammen te krijgen die geen informatie kunnen uitwisselen met de natuurlijke biologische wereld. Het opent tevens nieuwe perspectieven tot het ontwikkelen van bacteriële stammen die zowel XNA, nieuwe basenparen, als nieuwe genetische codes, etc. bevatten, waardoor ze geen informatie meer kunnen uitwisselen met de natuurlijk biologische wereld.
Terwijl een genetische firewall semantische isolatie in nieuwe organismen kan implementeren, moeten nieuwe biochemische systemen nog worden ontwikkeld voor de nieuwe toxines en de xenobiotica.

## Bestuur- en regelgeving
Xenobiologie kan de regelgeving met betrekking tot GGO’s veranderen, omdat wetten en richtlijnen momenteel gericht zijn op natuurlijke genetisch gemodificeerde organismen en niet direct chemisch of genomisch gemodificeerde organismen vermelden. Rekening houdend met het feit dat echte xenobiologische organismen in de komende jaren nog niet verwacht worden, hebben de beleidsmakers nog wat tijd om zich voor te bereiden op deze toekomstige uitdaging. Sinds 2012 hebben beleidsadviseurs in de VS vier nationale bioveiligheidsraden in Europa, en de EMBO (European Molecular Biology Organization) dit onderwerp opgepikt als een bestuursaangelegenheid.

## Voetnoten
1. ↑  Pinheiro, V.B., Holliger, P., 2012. The XNA world: Progress towards replication and evolution of synthetic genetic polymers. Curr Opin Chem Biol. 16, 245-252
2. ↑  Bain, J.D., Switzer, C., Chamberlin, A.R., Benner, S.A. (1992). Ribosome-mediated incorporation of a non-standard amino acid into a peptide through expansion of the genetic code, Nature 356, 537–539
3. ↑  Noren, C.J., Anthony-Cahill, S.J., Griffith, M.C., Schultz, P.G. (1989). A general method for site-specific incorporation of unnatural amino acids into proteins. Science 44, 82-88
4. ↑  Schmidt, M. (2010) Xenobiology: a new form of life as the ultimate biosafety tool, Bioessays 32, 322-331
5. ↑  Pace, N.R. (2001) The universal nature of biochemistry. Proc Natl Acad Sci U S A. 98, 805-808
6. ↑  Wiltschi, B., Budisa, N. (2007) Natural history and experimental evolution of the genetic code. Applied Microbiol. Biotechnol. 74, 739-753
7. ↑  zie hier voor een hyperlink naar Metacode
8. ↑  Herdewijn, P., Marlière, P. (2009) Toward safe genetically modified organisms through the chemical diversification of nucleic acids. Chem Biodivers. 6, 791-808
9. ↑  Eschenmoser, A. (1999) Chemical etiology of nucleic acid structure. Science 284, 2118–2124
10. ↑  Egli, M., Herdewijn, P. (Eds) (2012) Chemistry and Biology of Artificial Nucleic Acids. Wiley-VCH Verlag GmbH
11. ↑  Jang, M.Y., Song X.P., Froeyen, M. Marlière, P., Lescrinier, E., Rozenski, J., Herdewijn, P. (2013). A synthetic substrate of DNA polymerase deviating from the bases, sugar, and leaving group of canonical deoxynucleoside triphosphates. Chem. Biol. 20, 416-423
12. ↑  Pinheiro, V.B., Holliger, P., (2012) The XNA world: Progress towards replication and evolution of synthetic genetic polymers. Curr Opin Chem Biol. 16, 245-252
13. ↑  Pinheiro, V.B., Loakes, D., Holliger, P. (2013) Synthetic polymers and their potential as genetic materials. Bioessays, 35, 113-122
14. ↑  Ichida, J.K., Horhota, A., Zou, K., McLaughlin, L.W., Szostak, J.W. (2005). High fidelity TNA synthesis by Therminator polymerase. Nucleic Acids Res. 33, 5219-5225
15. ↑  Kempeneers, V., Renders, M., Froeyen, M., Herdewijn, P. (2005). Investigation of the DNA-dependent cyclohexenyl nucleic acid polymerization and the cyclohexenyl nucleic acid-dependent DNA polymerization. Nucleic Acids Res. 33, 3828-3836
16. ↑  Pochet, S., Kaminski, P.A., Van Aerschotm, A., Herdewijn, P., Marlière, P. (2003). Replication of hexitol oligonucleotides as a prelude to the propagation of a third type of nucleic acid in vivo. C.R. Biologies 326, 1175-1184
17. ↑  Pezo, V., Liu, F.W., Abramov, M., Froeyenm M., Herdewijn P., Marlière, P. (2012). Genetic Cassettes for Selecting XNA-Templated DNA Synthesis In Vivo. Angew Chem. Int. Ed. Engl. 52, 8139-8143
18. ↑  Krueger, A.T., Peterson, L.W., Chelliserry, J., Kleinbaum, D.J., Kool, E.T. (2011). Encoding Phenotype in Bacteria with an Alternative Genetic Set. J. Am. Chem. Soc. 133, 18447-18451
19. ↑  Sismour, A.M., Lutz, S., Park, J.H., Lutz, M.J., Boyer, P.L., Hughes, S.H., Benner, S.A. (2004) PCR amplification of DNA containing non-standard base pairs by variants of reverse transcriptase from Human Immunodeficiency Virus-1. Nucleic Acids Res. 32, 728-735
20. ↑  Yang, Z., Hutter, D., Sheng, P., Sismour, A.M., Benner, S.A. (2006) Artificially expanded genetic information system: a new base pair with an alternative hydrogen bonding pattern. Nucleic Acids Res. 34, 6095-6101
21. ↑  Yang, Z., Sismour, A.M., Sheng, P., Puskar, N.L., Benner, S.A. (2007) Enzymatic incorporation of a third nucleobase pair. Nucleic Acids Res. 35, 4238-4249
22. ↑  Leconte, A.M., Hwang, G.T., Matsuda, S., Capek, P., Hari, Y., Romesberg, F.E. (2008) Discovery, characterization, and optimization of an unnatural base pair for expansion of the genetic alphabet. J. Am. Chem. Soc. 130, 2336-2343
23. ↑  Sismour, A.M., Benner, S.A. (2005) The use of thymidine analogs to improve the replication of an extra DNA base pair: a synthetic biological system. Nucleic Acids Res. 33, 5640-5646
24. ↑  Havemann, S.A., Hoshika, S., Hutter, D., Benner, S.A. (2008) Incorporation of multiple sequential pseudothymidines by DNA polymerases and their impact on DNA duplex structure. Nucleosides Nucleotides Nucleic Acids 27, 261-278
25. ↑  Pinheiro, V.B., Taylor, A.I., Cozens, C., Abramov, M., Renders, M., Zhang, S., Chaput J.C., Wengel, J., Peak-Chew, S.Y., McLaughlin, S.H., Herdewijn, P., Holliger, P. (2012) Synthetic genetic polymers capable of heredity and evolution. Science 336, 341-344
26. ↑  Budisa, N. (2005). Engineering the Genetic Code-Expanding the Amino Acid Repertoire for the Design of Novel Proteins, WILEY-VHC Weinheim, New York, Brisbane, Singapore, Toronto
27. ↑  Hoesl, M.G., Budisa, N., (2012). Recent advances in genetic code engineering in Escherichia coli. Curr. Opin. Biotechnol. 23, 751-757
28. ↑  Pezo, V., Guérineau, V., Le Caer, J.P., Faillon, L., Mutzel, R., Marlière, P. (2013). A metabolic prototype for eliminating tryptophan from the genetic code. Scientific Reports 3, 1359
29. ↑  Rackham, O., Chin, J.W. (2005) A network of orthogonal ribosome  mRNA pairs. Nat. Chem. Biol. 1, 159-166
30. ↑  Wang, L., Brock, A., Herberich, B., Schultz, P.G. (2001) Expanding the genetic code of Escherichia coli. Science 292, 498-500
31. ↑  Hartman, M.C., Josephson, K., Lin, C.W., Szostak, J.W. (2007) An expanded set of amino acid analogs for the ribosomal translation of unnatural peptides. PLoS One, e972
32. ↑  Isaacs, F.J., Carr, P.A., Wang, H.H., Lajoie, M.J., Sterling, B., Kraal, L., Tolonen, A.C., Gianoulis, T.A., Goodman, D.B., Reppas, N.B., Emig, C.J., Bang, D., Hwang, S.J., Jewett, M.C., Jacobson, J.M., Church, G.M. (2011) Precise manipulation of chromosomes in vivo enables genome-wide codon replacement. Science 333, 348-353
33. ↑  Lajoie, M.J., Kosuri, S., Mosberg, J.A., Gregg, C.J., Zhang, D., Church, G.M. (2013) Probing the Limits of Genetic Recoding in Essential Genes. Science 342, 361-363
34. ↑  Hohsaka, T., Sisido, M. (2002) Incorporation of non-natural amino acids into proteins. Curr. Opin. Chem. Biol. 6, 809-815
35. ↑  Anderson, J.C., Wu, N., Santoro, S.W., Lakshman, V., King, D.S., Schultz, P.G. (2004) An expanded genetic code with a functional quadruplet codon. Proc. Natl. Acad. Sci. USA 101, 7566-7571
36. ↑  Hirao, I., Ohtsuki, T., Fujiwara, T., Mitsui, T., Yokogawa, T., Okuni T., Nakayama, H., Takio, K., Yabuki, T., Kigawa, T., Kodama, K., Yokogawa T., Nishikawa, K., Yokoyama, S. (2002). An unnatural base pair for incorporating amino acid analogs into proteins. Nature Biotechnol., 20, 177-182
37. ↑  Marlière, P., Patrouix, J., Döring, V., Herdewijn,  P., Tricot, S., Cruveiller, S., Bouzon, M., Mutzel, R. (2011) Chemical Evolution of a Bacterium’s Genome. Angewandte Chemie Int. Ed. Engl. 50, 7109-7114
38. ↑  Herdewijn, P. and Marlière, P. (2009) Toward safe genetically modified organisms through the chemical diversification of nucleic acids. Chem. Biodivers. 6, 791-808
39. ↑  Marlière, P. (2009) The farther, the safer: a manifesto for securely navigating synthetic species away from the old living world. Syst. Synth. Biol. 3, 77–84
40. ↑  Schmidt, M. (2010) Xenobiology: a new form of life as the ultimate biosafety tool. Bioessays 32, 322-331
41. ↑  Acevedo-Rocha, C.G., Budisa, N. (2011). On the Road towards Chemically Modified Organisms Endowed with a Genetic Firewall. Angew. Chem. Int. Ed. Engl. 50, 6960-6962
42. ↑  Moe-Behrens, G.H., Davis, R., Haynes, K.A. (2013) Preparing synthetic biology for the world. Front Microbiol. 4:5
43. ↑  Wright, O., Stan, G.B., Ellis, T. (2013) Building-in biosafety for synthetic biology. Microbiology 159, 1221-1235
44. ↑  Lajoie, M.J., Rovner, A.J., Goodman, D.B., Aerni, H.R., Haimovich, A.D., Kuznetsov, G., Mercer, J.A., Wang, H.H., Carr, P.A., Mosberg, J.A., Rohland, N., Schultz P.G., Jacobson, J.M., Rinehart, J., Church, G.M., Isaacs, F.J. (2013) Genomically Recoded Organisms Expand Biological Functions. Science 342, 357-360
45. ↑  Schmidt, M., Pei, L. (2011) Synthetic toxicology: where engineering meets biology and toxicology. Toxicol. Sci. 120, S204-S224
46. ↑  Schmidt, M. (2013) Safeguarding the Genetic Firewall with Xenobiology. In: ISGP. 2013. 21st Century Borders/Synthetic Biology: Focus on Responsibility and Governance.
47. ↑  ISGP. 2013.  p.55-65
48. ↑  Pauwels, K., Mampuys, R., Golstein, C., Breyer, D., Herman, P., Kaspari, M., Pagès, J.C., Pfister, H., van der Wilk, F., Schönig, B.  (2013) Event report: SynBio Workshop (Paris 2012) – Risk assessment challenges of Synthetic Biology. Journal für Verbraucherschutz und Lebensmittelsicherheit 8, 215-226
49. ↑  Garfinkel, M. (2013) Biological containment of synthetic microorganisms: science and policy. Report on a ESF/LESC Strategic Workshop